# Gießener Kunstweg

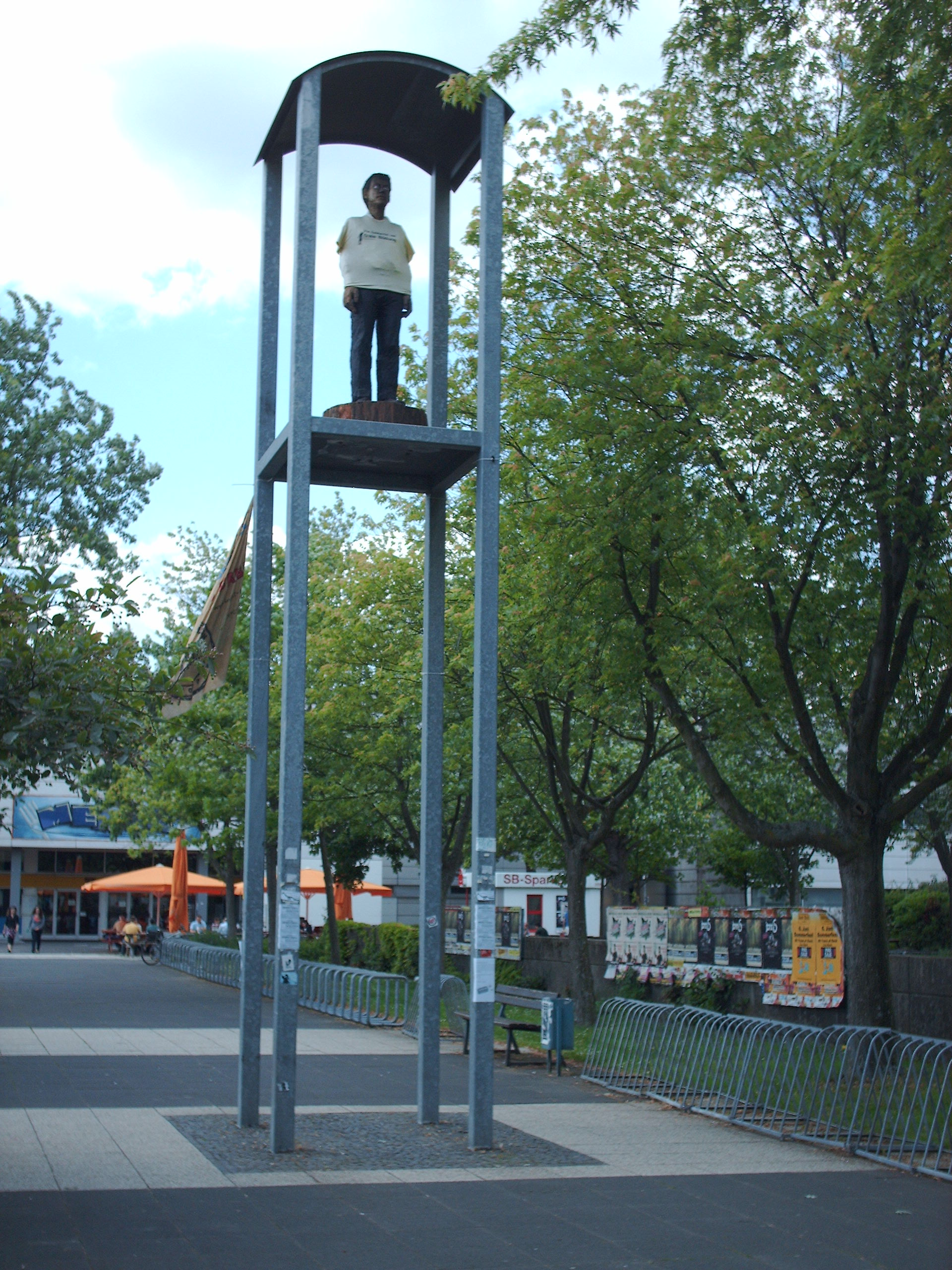
Mann im Turm van Stephan Balkenhol

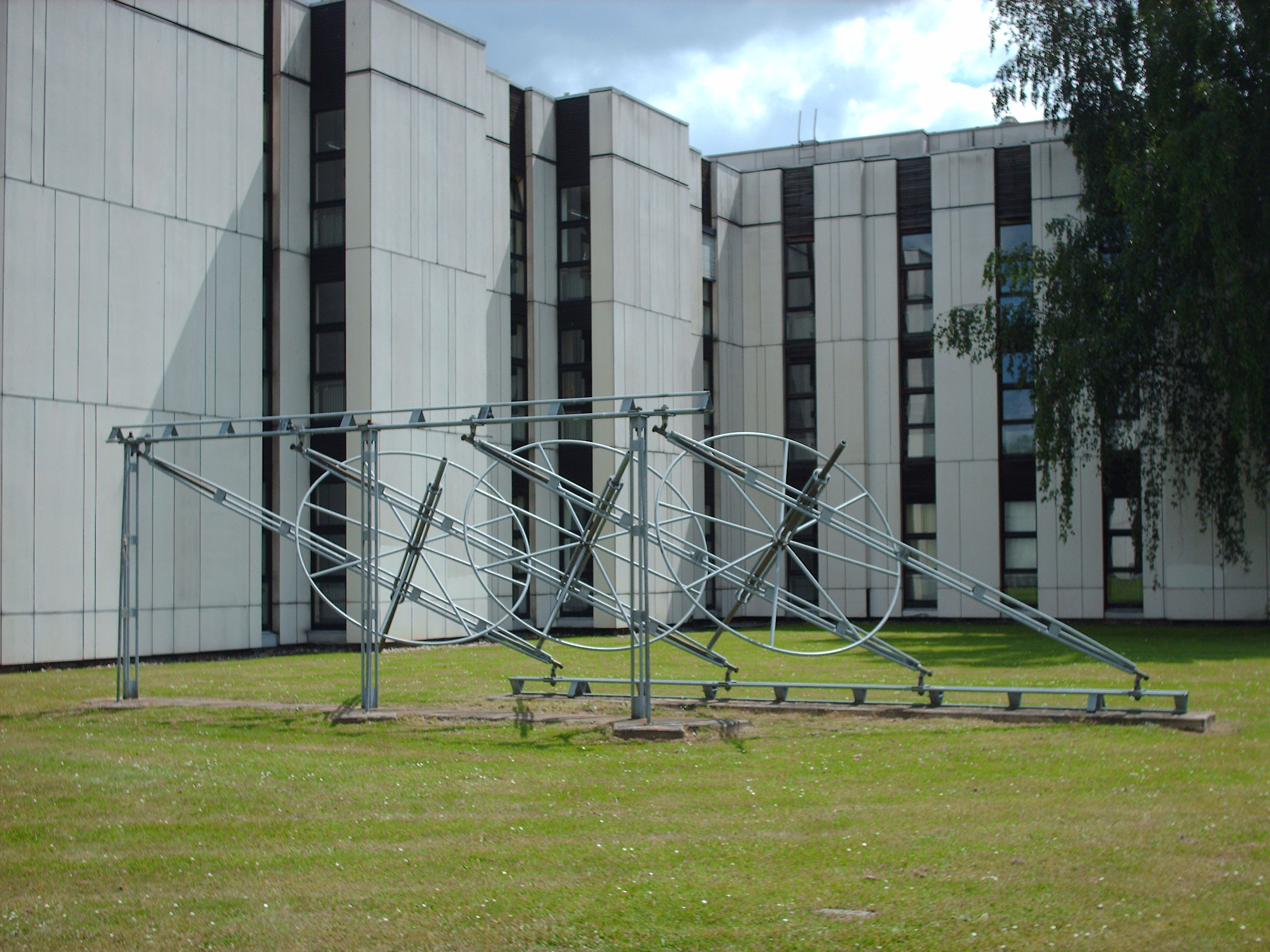
Räderwerk Nord van Vincenzo Baviera

De Gießener Kunstweg is een beeldenroute op de campus van de Justus-Liebig-Universität in Gießen in de Duitse deelstaat Hessen.

## Collectie
De collectie, waarmee in 1982 een aanvang werd gemaakt, omvat inmiddels dertien sculpturen in de openbare ruimte van vooraanstaande, voornamelijk Duitse, beeldhouwers. In de binnenruimte bevinden zich nog twee kunstwerken, die tot de Gießener Kunstweg worden gerekend:
- Peter Knapp: marmeren beeld Marmor, Nr. 126 (1973) - geplaatst in 1984
- HAP Grieshaber: linosnede Josefslegende (1970) - geplaatst in 1983

## De werken in de openbare ruimte
1. Stephan Balkenhol: Mann im Turm (1992)
2. Vincenzo Baviera: Räderwerk Nord (1986/90)
3. Karl Bobek: Religiöse Figur (1967) - geplaatst in 1989
4. Claus Bury: Erhöhte Abstufung (1996)
5. Michael Croissant: Kopf (1986)
6. Ernst Hermanns: Säule mit Kugel (1977) - geplaatst in 1985
7. Bruno K.: Wagengruppe (1989)
8. Per Kirkeby: Backsteinskulptur Giessen (1996)
9. Gerhard Marcks: Wiehernder Hengst (1961)
10. Karl Prantl: Stein zur Meditation (1982)
11. Norbert Radermacher: Marken (2004)
12. Ulrich Rückriem: Tor (1984)
13. Hans Steinbrenner: Figur (1986)

## Fotogalerij

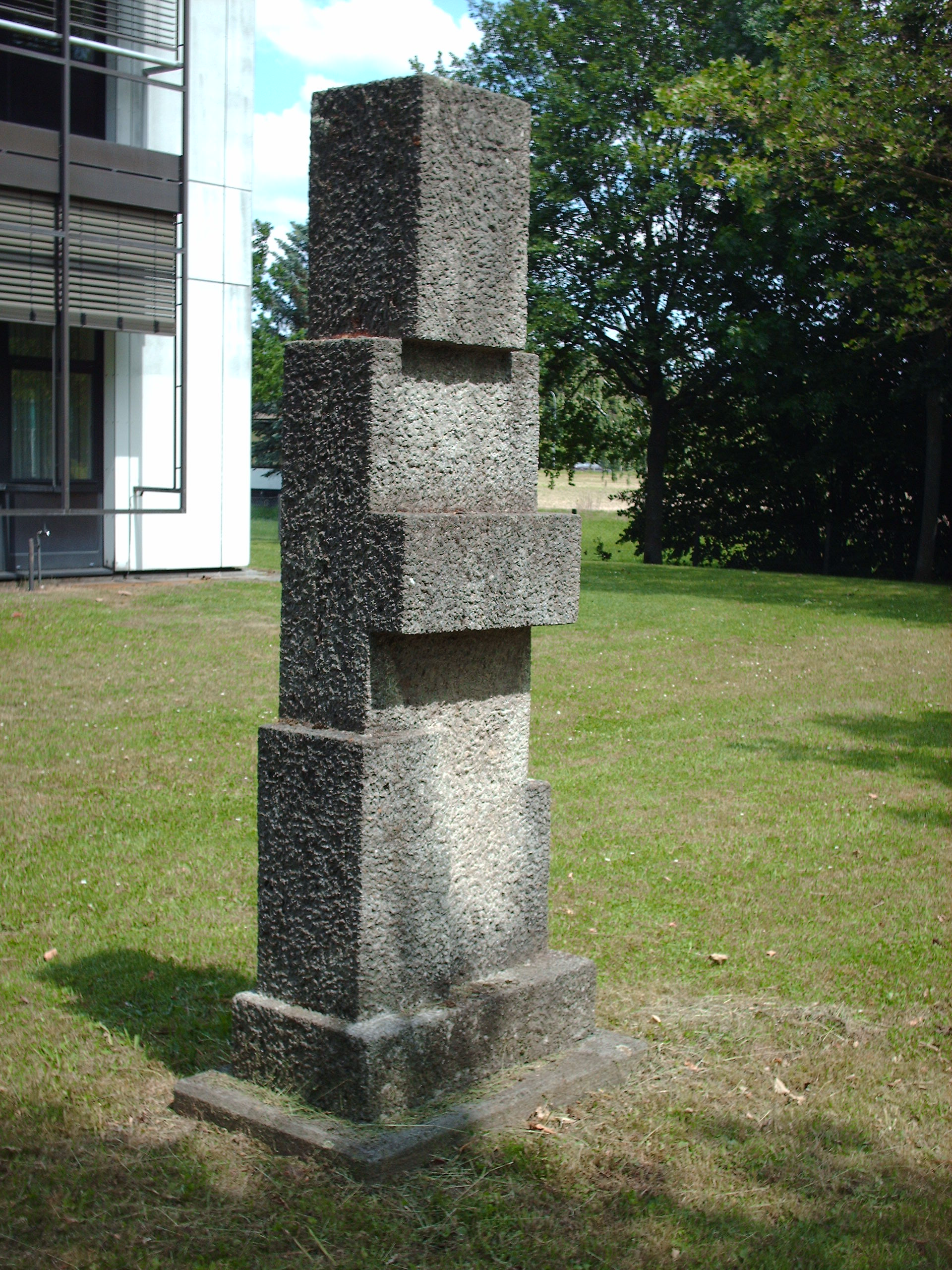
Figur van Hans Steinbrenner
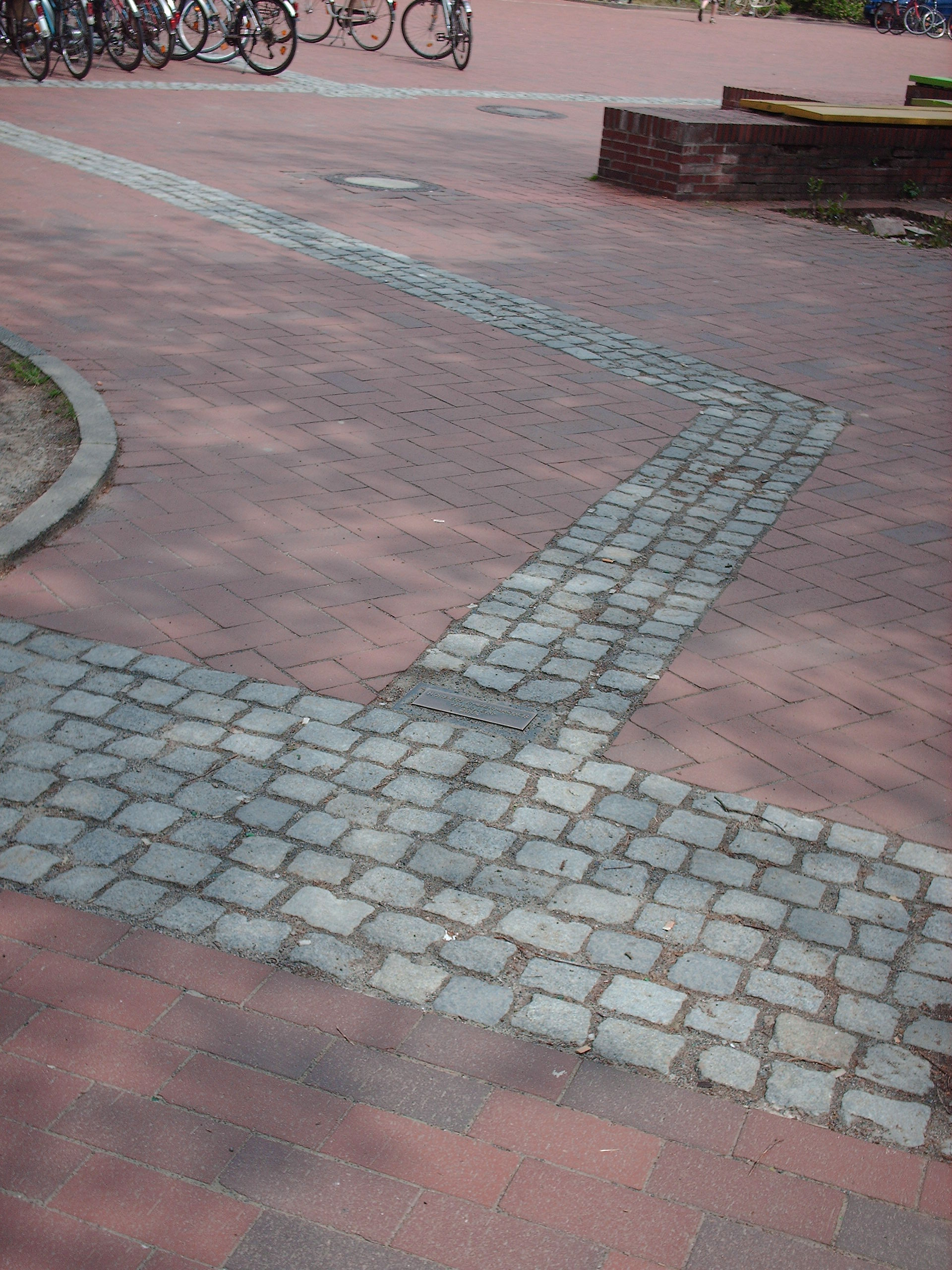
Marken van Norbert Radermacher
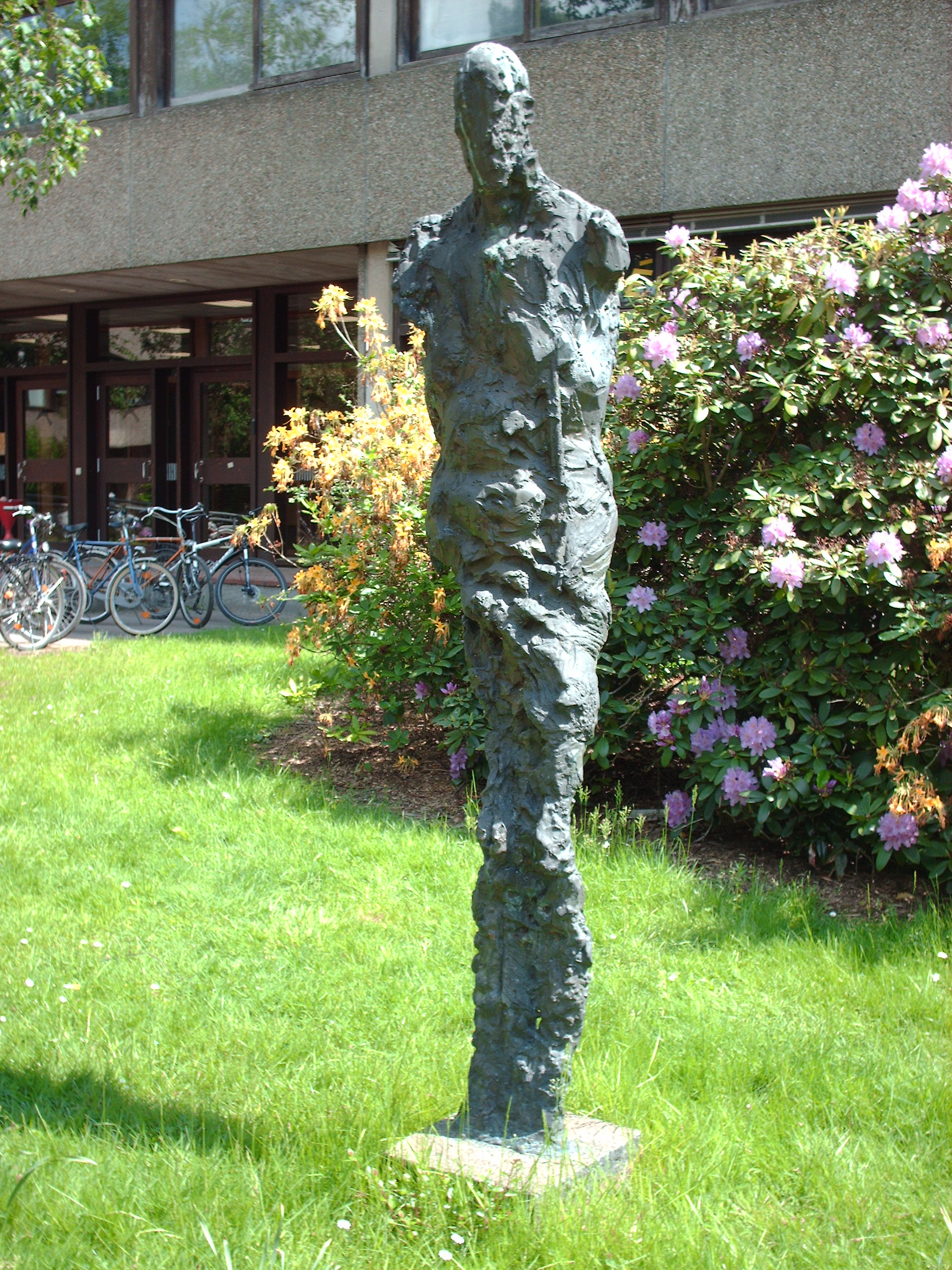
Religiöse Figur van Karl Bobek
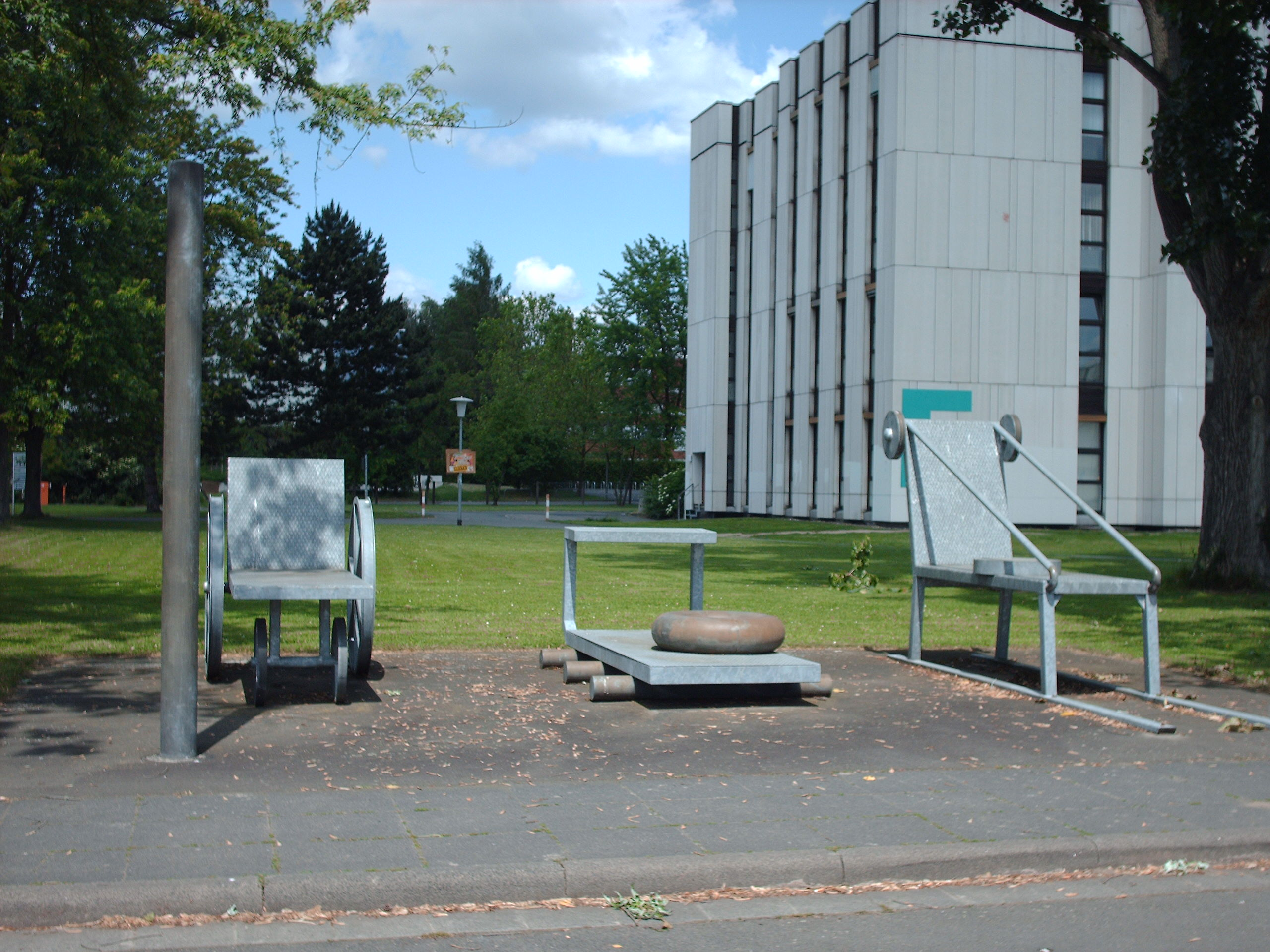
Wagengruppe van Bruno K.
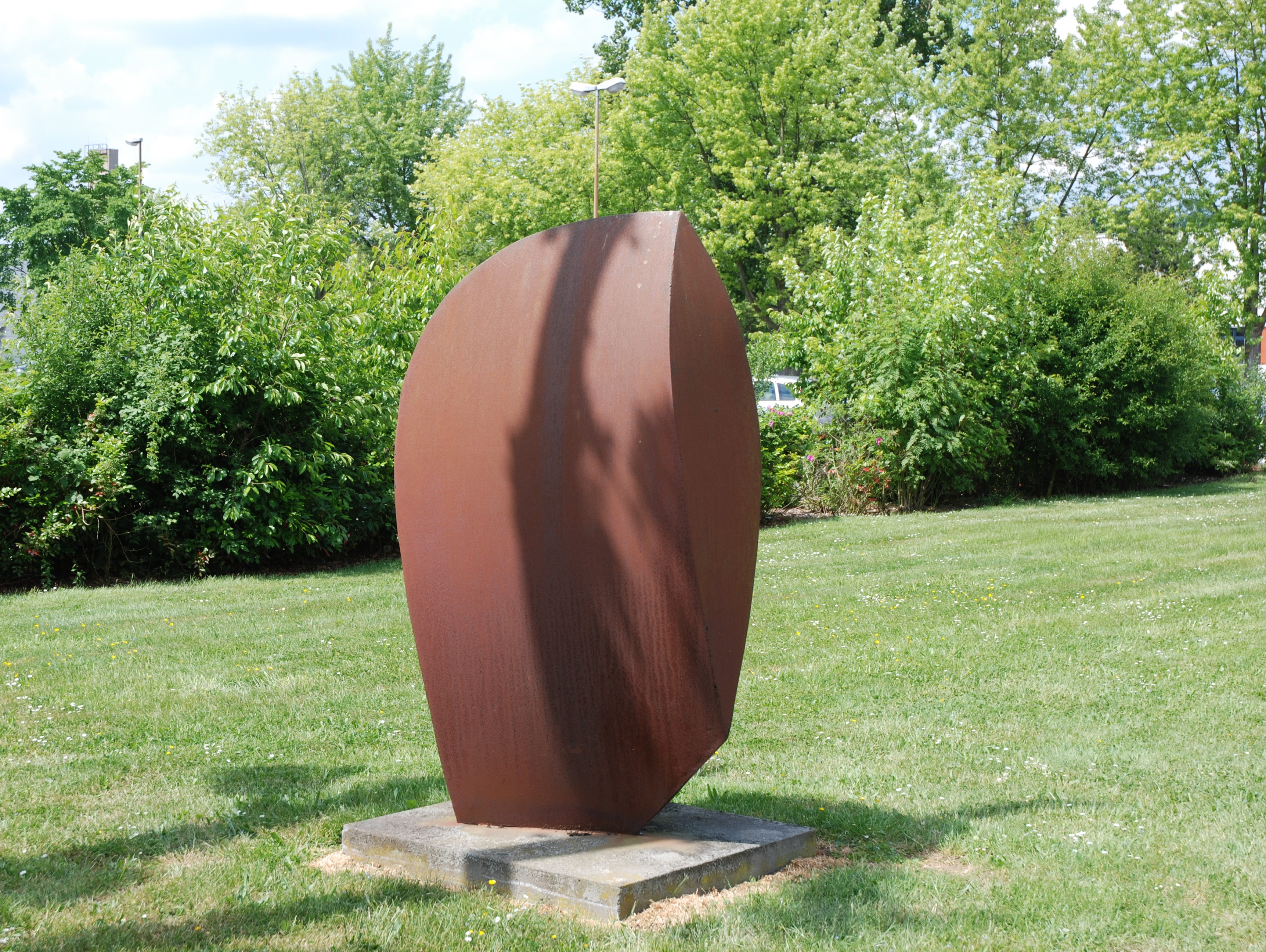
Kopf van Michael Croissant